# Wasserturm Heide
| Wasserturm Heide       | Wasserturm Heide            |
| Daten                  | Daten                       |
| ---------------------- | --------------------------- |
| Baujahr:               | 1903                        |
| Turmhöhe:              | 45,71 m                     |
| Nutzhöhe:              | 34 m                        |
| Behälterart:           | Intze 1                     |
| Volumen des Behälters: | 225 m³                      |
| Stilllegung:           | 1989                        |
| Ursprüngliche Nutzung: | Städtische Wasserversorgung |
| Heutige Nutzung:       | Büro und Hochzeitsraum      |

Der  Wasserturm von Heide in Holstein befindet sich am Ostpool in einer Parkanlage, nordöstlich des Marktplatzes. Der restaurierte Turm gilt als Wahrzeichen der Stadt. Mit 45,71 Metern Höhe überragt er den Kirchturm von Heide.

## Bauwerk
Der Turm wurde im Jahr 1903 errichtet. Seine architektonische Gestaltung entwarf der renommierte Kieler Architekt Wilhelm Voigt. Der sich konisch verjüngende Backsteinschaft ist in der Sockelzone mit Granit verkleidet. Ein Kranz von Blendarkaden bildet den Übergang zum Backsteinmauerwerk. Ein weiterer Arkadenkranz befindet sich unterhalb des Turmkopfs, der ursprünglich einen Intze-1-Behälter mit 225 m³ Fassungsvermögen enthielt.
Die vorkragende Ummantelung des Behälters ist eine wasserdichte Eisenbetonkonstruktion mit Kupferblech-Verkleidung. Nach oben wird der Bau durch ein Kegeldach mit Laterne abgeschlossen. Das Dach wird von einem stählernen Tragwerk gestützt und ist ebenfalls mit Kupferblech eingedeckt.

## Geschichtliches zur Heider Wasserversorgung
In den Marschgebieten bereitete die Wasserversorgung vielfach Probleme, weil sich aus Marschbrunnen meist nur Brackwasser fördern ließ. Heide hatte den Vorteil, am westlichen Ausläufer der Geest zu liegen. Schon vor Einrichtung einer zentralen Versorgung wurde aus 69 städtischen Brunnen im Geestgebiet Wasser gewonnen. Allerdings lieferten diese Brunnen meist nur Oberflächenwasser, was durch Abfälle oft verunreinigt war.
Nach einer Typhusepidemie im Jahr 1901 fiel der Beschluss für eine zentrale Wasserversorgung mit tiefen Brunnen. Außer einer verbesserten Hygiene versprach man sich auch Vorteile bei der Brandbekämpfung.
1902 begann man mit dem Bau eines Wasserwerks im damals selbstständigen Süderholm. Nach dessen Fertigstellung im Jahr 1903 förderten zwei gasgetriebene Pumpen das Wasser aus 60 m Tiefe. Über eine 3270 m lange Rohrleitung gelangte es dann zum neu errichteten Wasserturm ins Zentrum von Heide.

## Stilllegung, Sanierung und weitere Nutzung
Nachdem der Turm 1978 unter Denkmalschutz gestellt worden war, tat er noch bis 1989 seinen Dienst und wurde dann vom Netz genommen. Moderne Pumpen hatten ihn überflüssig gemacht.
Nachdem die Wasserwerke den Turm an die Stadt verkauft hatten, machte sich die Kommune Gedanken um eine Sanierung des maroden Bauwerks. Feuchtigkeit war in das Innere eingedrungen, außerdem bildete sich Kondenswasser unter der Kupferverkleidung, was zur Korrosion der tragenden Stahlteile geführt hatte.
Jahre suchte man vergeblich nach einem Investor, dann entschloss sich die Stadt, die Sanierung selbst zu übernehmen. Die Arbeiten begannen 2003. Folgende Veränderungen wurden dabei vorgenommen:
- Der Turmkopf wurde abgebaut und am Boden saniert. Dabei wurden drei Viertel des Behälters entfernt, eine Zwischendecke eingezogen und die Kupferummantelung erneuert.

- Im Turmkopf entstand ein 71 m² großes Zimmer.

- Durch Einzug von Zwischendecken wurde die Geschosszahl im Turmschaft erhöht. Außerdem baute man 16 zusätzliche Fenster ein, ebenso ein Treppenhaus und einen Fahrstuhl.

Im März 2005 war die Sanierung abgeschlossen.
Die Stadt verpachtet heute 180 m² des Innenraums im Turmschaft als Bürofläche. Das Turmzimmer wird als Trauzimmer genutzt und bietet Raum für eine Hochzeitsgesellschaft von 25 Personen (Stand 2009).